# Родановская культура
Рода́новская культу́ра — археологическая культура IX—XV веков в Верхнем Прикамье. Ассоциируется с Пермью Великой. Представители этой культуры занимались пашенным земледелием, скотоводством, охотой, у них была металлургия железа. Население культуры отождествляется с предками коми-пермяков, начавшими испытывать древнерусское культурное влияние. Финал культуры связан с русской колонизацией Прикамья и подчинением Перми Великой Московскому государству.

## Название и этапы развития
Названа по Роданову городищу. При раскопках были обнаружены остатки наземных деревянных жилищ с открытым очагом и ямой-кладовкой в центре земляного пола и 2-скатной крышей, крытой берестой. В каждом доме жила большая патриархальная семья. В основе хозяйства племён Родановской культуры лежало земледелие — в IX—XII вв. подсечное с применением железных мотыг, а с XII века — плужное. Найдены железные наконечники (ральники) примитивных плугов, косы, жернова, зёрна пшеницы, ячменя, проса. Население занималось скотоводством, охотой и рыбной ловлей. Только металлургия железа и меди, а также костерезное производство выделились в ремесло. Керамика даже в XV веке изготавливалась без применения гончарного круга.
Выделяются 2 этапа развития Родановской культуры:
- IX—XII вв. — представлен укреплёнными городищами — поселениями больших патриархальных семей и могильниками;
- XII—XV вв. — характерны неукреплённые селища — поселения сельской общины.

В XV в. у населения Родановской культуры происходило имущественное расслоение. В XII—XV вв. выделяются 3 района — в верховьях реки Кама, Чердынско-Гайнинский и Иньвенско-Обвинский, соответствующие районам распространения отдельных диалектов коми-пермяцкого языка. Племена Родановской культуры имели тесные культурные и торговые связи с русскими княжествами, Волжско-Камской Булгарией, Сибирью, а также с Ираном и Хорезмом.
Некоторые исследователи связывают древности Родановской культуры в Нижнем Приобье с летописной югрой.

## Города и городища
Расцвет городищ Родановской культуры связан с политическим и экономическим влиянием двух государств — сначала Волжской Булгарии, а затем — Руси.
- Анфаловский городок
- Искор
- Кудымкарское городище (Красная горка)
- Кыласово городище (Анюшкар)
- Редикорское городище
- Роданово городище
- Рождественское городище
- Сёминское городище

## Металлургические центры
Металлургическим центром Родановской культуры было расположенное около современных Березников поселение, известное археологам как Чашкинское, существовавшее в IX—XIII веках. В послемонгольское время металлургическими центрами Прикамья были расположенные в бассейне реки Зырянки городище Семино и селища Абрамово, Пермяково.